# Pseudoermafroditismo
Lo pseudoermafroditismo è una condizione per la quale un individuo presenta un aspetto del sesso opposto a quello cromosomico o un fenotipo sessuale ambiguo.

## Pseudoermafroditismo maschile
Nei casi di pseudoermafroditismo maschile, le cause riguardano principalmente una scarsa produzione di androgeni o insufficiente risposta a questi, che possono essere determinate da vari fattori come deficit enzimatici (come quello del 5α-reduttasi) o una resistenza periferica all'azione degli androgeni dovuta principalmente a mutazioni recettoriali.
Gli individui pseudoermafroditi, per inibizione della sintesi o dell'azione del diidrotestosterone (DHT), possono avere pene e testicoli di dimensioni normali, ma più spesso sono nettamente più piccoli e meno sviluppati del normale, o presentano forma ambigua; in genere questi pazienti non hanno ginecomastia, ma hanno una carenza di caratteri sessuali secondari come barba, peluria corporea, profondità della voce, tuttavia di solito hanno una sessualità e una fertilità normale.
Altri casi di sindrome da insensibilità agli androgeni possono presentarsi in varie forme: in quella completa (CAIS) un individuo con un cariotipo 46, XY può svilupparsi come una femmina, ma presentando vagina a fondo cieco, assenza degli organi derivati dai dotti di Müller, criptorchidismo e amenorrea primaria. Nella forma parziale (PAIS) i sintomi sono simili, ma è presente una parziale mascolinizzazione e quindi genitali ambigui o prevalentemente maschili.

## Pseudoermafroditismo femminile
Anche nei casi di pseudoermafroditismo femminile, spesso definiti comunemente come casi di "androginia", c'è una causa ormonale, determinata da difetti enzimatici (sindrome adreno-genitale), che può portare ad una virilizzazione più o meno significativa.